# Ralph Sampson
Ralph Lee Sampson Jr. (* 7. Juli 1960 in Harrisonburg, Virginia) ist ein ehemaliger US-amerikanischer Basketballspieler, der von 1983 bis 1991 in der nordamerikanischen Profiliga NBA aktiv war. Sampson ist 2,24 Meter groß und lief meist als Center auf. Er spielte von 1979 bis 1983 College-Basketball für die Virginia Cavaliers. Er wurde als eins der größten Talente aller Zeiten angesehen und wurde daher im NBA-Draft 1983 von den Houston Rockets an erster Stelle ausgewählt.
Sampson erzielte in seinen ersten drei Saisons bei den Houston Rockets, bevor seine vielen Verletzungen seine Karriere ruiniert haben, durchschnittlich 20,7 Punkte und 10,9 Rebounds. Einige Jahre und drei Knie-Operationen später ist er als NBA Rookie of the Year, vierfacher NBA All-Star und als 1985 NBA All-Star Game MVP in den Ruhestand gegangen. Eines seiner vielen Karriere-Highlights war in Spiel 5 der Western Conference Finals 1986 sein siegbringender Buzzer Beater gegen den amtierenden Meister, die Los Angeles Lakers, womit er die Rockets zu den zweiten NBA Finals ihrer Geschichte gebracht hat.

## Karriere
Der 2,24 m große Sampson galt während seiner Zeit an der University of Virginia als größtes Center-Talent der Basketballgeschichte und wurde dreimal zum Spieler des Jahres in der College-Liga NCAA gewählt. Im NBA-Draft 1983 wurde er an erster Stelle von den Houston Rockets ausgewählt. Zusammen mit Hakeem Olajuwon, der ein Jahr später zu den Rockets kam, bildete Sampson ein Center-Duo, das als „Twin Towers“ bekannt wurde. Nach seinem ersten Profijahr wurde Sampson als Rookie of the Year in das NBA All-Rookie Team berufen. Saison 1985/86 warfen die von Olajuwon und Sampson angeführten Rockets den amtierenden Meister, die Los Angeles Lakers aus den Play-offs und spielte im NBA Finale gegen die Boston Celtics von Larry Bird, wo sie allerdings unterlagen. Sampson galt bis dahin als einer der besten Centerspieler der Liga und erzielte durchschnittlich 22 Punkte und 11 Rebounds. Er wurde von 1984 bis 1987 viermal in das NBA All-Star Game berufen, wobei er 1985 den NBA All-Star Game MVP gewann, als er 24 Punkte und 10 Rebounds erzielte.
Während der Saison 1986/87 verletzte sich Sampson schwer und konnte an seine Leistungen nicht mehr anknüpfen. Infolgedessen wurde er schließlich während der Saison 1987/88 von den Rockets verkauft. Nach einigen Spielzeiten bei den Golden State Warriors und Sacramento Kings beendete Sampson 1991 bei den Washington Bullets seine NBA-Karriere. Die letzten Jahre seiner NBA-Karriere waren von Verletzungen und sinkenden Leistungen geprägt. Anschließend spielte er noch bei CB Málaga in Spanien, sowie in der unterklassigen CBA für die Rockford Lightning, ehe er seine Karriere 1995 endgültig beendete.
2012 wurde er in die Naismith Memorial Basketball Hall of Fame aufgenommen. Er wurde ebenso in das Dekadenteam der 80er der Houston Rockets berufen. Im Oktober 2012 wurde er Teil des Trainerstabes der Phoenix Suns, beendete jedoch nach einem Jahr seine Tätigkeit.

## Erfolge und Auszeichnungen
- 4× NBA All-Star: 1984–1987
- NBA All-Star Game MVP: 1985[4]
- All-NBA Second Team: 1985
- NBA Rookie of the Year: 1984
- NBA All-Rookie First Team: 1984
- 3× nationaler College-Basketballspieler des Jahres: 1981–1983
- 3× Consensus First Team All-American: 1981–1983
- 3× Atlantic Coast Conference Basketballspieler des Jahres: 1981–1983
- 3× All-ACC First Team: 1981–1983
- ACC Rookie of the Year: 1980
- Nr. 50 wird bei den Virginia Cavaliers nicht mehr vergeben[5]
- First Team Parade All-American: 1979

## Statistiken

### NBA

#### Reguläre Saison
| Saison  | Team         | GP  | GS  | MPG  | FG % | 3P % | FT % | RPG  | APG | SPG | BPG | PPG  |
| ------- | ------------ | --- | --- | ---- | ---- | ---- | ---- | ---- | --- | --- | --- | ---- |
| 1983–84 | Houston      | 82  | 82  | 32.8 | .523 | .250 | .661 | 11.1 | 2.0 | 0.9 | 2.4 | 21.0 |
| 1984–85 | Houston      | 82  | 82  | 37.6 | .502 | .000 | .676 | 10.4 | 2.7 | 1.0 | 2.0 | 22.1 |
| 1985–86 | Houston      | 79  | 76  | 36.3 | .488 | .133 | .641 | 11.1 | 3.6 | 1.3 | 1.6 | 18.9 |
| 1986–87 | Houston      | 43  | 32  | 30.8 | .489 | .000 | .624 | 8.7  | 2.8 | 0.9 | 1.3 | 15.6 |
| 1987–88 | Houston      | 19  | 19  | 37.1 | .439 | .333 | .741 | 9.1  | 1.9 | 0.9 | 1.7 | 15.9 |
| 1987–88 | Golden State | 29  | 25  | 33.0 | .438 | .000 | .775 | 10.0 | 2.9 | 0.8 | 1.9 | 15.4 |
| 1988–89 | Golden State | 61  | 36  | 17.8 | .449 | .375 | .653 | 5.0  | 1.3 | 0.5 | 1.1 | 6.4  |
| 1989–90 | Sacramento   | 26  | 7   | 16.0 | .372 | .250 | .522 | 3.2  | 1.1 | 0.5 | 0.8 | 4.2  |
| 1990–91 | Sacramento   | 25  | 4   | 13.9 | .366 | .200 | .263 | 4.4  | 0.7 | 0.4 | 0.7 | 3.0  |
| 1991–92 | Washington   | 10  | 0   | 10.8 | .310 | .000 | .667 | 3.0  | 0.4 | 0.3 | 0.8 | 2.2  |
| Gesamt  | Gesamt       | 456 | 363 | 29.8 | .486 | .172 | .661 | 8.8  | 2.3 | 0.9 | 1.6 | 15.4 |

#### Play-offs
| Saison | Team         | GP | GS | MPG  | FG % | 3P %  | FT % | RPG  | APG | SPG | BPG | PPG  |
| ------ | ------------ | -- | -- | ---- | ---- | ----- | ---- | ---- | --- | --- | --- | ---- |
| 1985   | Houston      | 5  | 5  | 38.6 | .430 | 1.000 | .514 | 16.6 | 1.4 | 0.4 | 1.6 | 21.2 |
| 1986   | Houston      | 20 | 20 | 37.1 | .518 | 1.000 | .729 | 10.8 | 4.0 | 1.5 | 1.8 | 20.0 |
| 1987   | Houston      | 10 | 10 | 33.0 | .514 | .500  | .814 | 8.8  | 2.1 | 0.2 | 1.2 | 18.6 |
| 1989   | Golden State | 3  | 1  | 14.3 | .409 | .000  | .500 | 4.7  | 0.3 | 0.3 | 0.7 | 6.7  |
| Gesamt | Gesamt       | 38 | 36 | 34.4 | .497 | .375  | .703 | 10.5 | 2.9 | 0.9 | 1.5 | 18.7 |

## Sonstiges
Puma benannte nach Sampson in den 80ern einen Basketballschuh.